# Ring of Fire (raccolta di racconti)
Ring of Fire è una raccolta di racconti del 2004 dell'editore, scrittore e storico Eric Flint, terzo libro del ciclo della Collana del 1632, una serie di libri di storia alternativa iniziata con il romanzo 1632. Ring of Fire ("Anello di fuoco") è sia l'evento cosmico da cui originano le vicende della serie di romanzi (lo spostamento della città di Grantville nello spazio e nel tempo), sia il nome usato per indicare la serie stessa, sia il titolo della raccolta di racconti. Altre due antologie sono uscite successivamente: Ring of Fire II e Ring of Fire III
I racconti di Ring of Fire sono in parte di diversi autori di fantascienza invitati a contribuire all'universo condiviso della serie 1632, e in parte di fan appassionatisi alla storia e ai personaggi.

## Racconti

### "In the Navy"
di David Weber
Questo racconto di Weber pone in essere un importante elemento nella serie che svolgerà un ruolo di primo piano nei romanzi 1633  e 1634: The Baltic War. Nello specifico la storia illustra come nasce la Marina dei Nuovi Stati Uniti (quella che alla fine di 1633 diviene la Marina dell'Impero degli Stati Uniti d'Europa) nei giorni di scarsità di risorse tra il 1632 e il 1633. Inoltre, attraverso gli occhi e le esperienze del giovane Eddie Cantrell, questo racconto inizia il processo di riabilitazione del personaggio di John Chandler Simpson, a cui nel romanzo 1632 era stato assegnato il ruolo di personaggio non esattamente piacevole. Attraverso gli occhi di Simpson, Cantrell e altri up-timers viene illustrata la ricostruzione della città di Magdeburgo, dopo che era stata saccheggiata e rasa al suolo dalle forze del Conte di Tilly.

### "To Dye For"
di Mercedes Lackey

### "A Lineman For the Country"
di Dave Freer

### "Between the Armies"
di Andrew Dennis
Ambientato prima e durante l'attacco della cavalleria croata a Grantville verso la fine di 1632.
Il diplomatico pontificio Mazzarino invia il gesuita padre Heinzerling ad indagare relativamente a Grantville. A causa della situazione politica esistente tra Roma, la Francia e la Spagna, Mazzarino non può stabilire contatti diplomatici ufficiali, quindi quando Heinzerling ritorna viene immediatamente, e in maniera non ufficiale, inviato come curato per la chiesa cattolica di Grantville. L'anziana signora Irene Flannery, una uptimer molto pia e severa che per anni ha avuto un ruolo da perpetua nella chiesa di padre Lawrence Mazzare, rimane scioccata ed offesa dalla presenza, assieme a padre Heinzerling, della ragazza di quest'ultimo e dei loro tre figli.
Irene abbandona la chiesa e si isola dal resto della comunità, rifiuta persino di prendere rifugio durante l'attacco della cavalleria croata, venendo così uccisa nel proprio cortile di casa. Padre Mazarre è devastato dal senso di colpa per non aver fatto di più, come anche dalla rabbia per i conflitti del periodo, in cui la religione veniva usata come pretesto e scusante per tutte le peggiori atrocità. Dopo un periodo di tormento interiore decide di non tacere più, e invia i propri testi Cattolici del futuro al Vaticano per mostrare come la religione cattolica cambierà nel corso dei secoli a venire.
Questo racconto amplia il personaggio di Padre Lawrence Mazzare che avrà un ruolo importante in 1634: The Galileo Affair.

### "Biting Time"
di Virginia Easley DeMarce
Questo racconto approfondisce il personaggio di Veronica Richter, introdotto da Flint già in 1632, nonna di Gretchen Richter Higgins, fondatrice dei Comitati di Corrispondenza (gruppi di rivolta anti-aristocratica), Hans Richter, primo tedesco a volare e futuro eroe della battaglia di Wismar. 
Il racconto inizia con i tentativi da parte di Gretchen e del marito Jeff di convincere l'anziana Veronica Ritcher ad andare dal dentista per dotarsi di una dentiera, e riuscire così ad alimentarsi anche con cibi solidi, tentativi che portano al coinvolgimento del sindaco di Grantville, Henry Dreeson, al conseguente avvicinamento dei due anziani, avvicinamento che culmina nel matrimonio, e quindi al crescente coinvolgimento di Veronica nell'educazione dei bambini.
Il personaggio di Veronica Ritcher Dreeson avrà un ruolo importante, assieme a Mary Simpson, moglie dell'ammiraglio dell flotta USE, nella Crisi Bavarese (1634: The Bavarian Crisis)

### "Power to the People"
di Loren K. Jones

### "A Matter of Consultation"
di S. L. Viehl
Questo racconto approfondisce il personaggio di Sharon Nichols, creato da Flint e che avrà una parte importante soprattutto nella ramificazione dell'Europa Meridionale, ed introduce il personaggio dell'infermiera Ann Jefferson, una compagnia di classe di Sharon. Successivamente Flint la userà come poster girl per l'USE in una serie di racconti brevi pubblicati nelle Grantville Gazettes relativi a missioni minori incentrate sull'assedio di Amsterdam e il tentativo di Stearn "corrompere" i suoi avversari con idee moderne (per esempio introdurre i francobolli, col che rendendo le operazioni postali più veloci ed economiche nell'immediato, e a lungo termine favorendo uno scambio di informazioni ed idee tale da favorire l'innovazione tecnologica e sociale, potenzialmente minando le basi di potere delle monarche nemiche dell'USE) in cui Ann si trova ad essere il soggetto dei dipinti di numerosi artisti down-timers, compresi Peter Paul Rubens e Rembrandt, quest'ultimo virtualmente sconosciuto all'epoca.
In questo racconto Nichols e Jefferson devono affrontare il Dr. William Harvey, lo "scopritore del sistema circolatorio e medico reale per la Corona Britannica, relativamente ad un caso medico, con le due infermiere che "rimettono al suo posto" il medico del Settecento grazie alle più avanzate conoscenze in loro possesso. Nella parte finale del racconto il Dr. Harvey visita Grantville, e le sue librerie, e riesce ad ottenere copia di alcuni testi di medicina; mentre attende che le proprie copie vengano stampate Harvey sfoglia svogliatamente un'enciclopedia, leggendo della Guerra civile inglese: Re Carlo I di Inghilterra userà queste informazioni per reprimere la futura rivoluzione (e relativi rivoluzionari) come si vedrà narrato in 1633.

### "Family Faith"
di Anette M. Pedersen

### "When the Chips are Down"
di Jonathan Cresswell e Scott Washburn

### "American Past Time"
di Deann Allen and Mike Turner

### "Skeletons"
di Greg Donahue

### "A Witch to Live"
di Walt Boyes

### "The Three R's"
di Jody Dorsett

### "Here Comes Santa Claus"
di K. D. Wentworth
Inverno 1632 - Julie MacKay prepara una festa di Natale per i molti orfani della zona di Grantville. Mentre fervono le preparazioni per questa festa, tre emissari di Wallenstein (tra cui Pappenheim) arrivano a Grantville in cerca dell'ebrea (Jew)Lee MacKay che nella Battaglia di Alte Veste aveva ferito gravemente Wallenstein stesso. Contemporaneamente due soldati del Sacro Romano Impero, giunti con compiti di spionaggio decidono di far saltaare in aria la scuola durante i festeggiamenti. Alla fine della vicenda sarà Pappenheim stesso, arruolato forzatamente nel ruolo di Babbo Natale per i poveri orfani, ad impedire l'attentato spiegando che Wallenstein desidera un'alleanza con Grantville e nuovi denti dal padre dentista di Julie.

### "The Wallenstein Gambit"
di Eric Flint
Questo racconto ambientato nel Dicembre 1632—primavera 1633, è la base per un importante sviluppo della serie, la creazione della Ramificazione dell'Europa Orientale. Nel 1632-verse, Albrecht von Wallenstein è stato ferito quasi mortalmente dal fuoco della tiratrice scelta Julie Sims durante la Battaglia di Alte Veste. Wallenstein, dopo avere soppesato il destino che gli si prospetta come descritto nei testi storici OTL per il 1634, decide di allearsi con Gustavo Adolfo e gli Americani. Inoltre preferisce evitare di dover affrontare Gustavo Adolfo in battaglia, evitare in particolar modo i fucili americani il cui fuoco gli ha danneggiato la mascella al punto tale di porlo in uno stato di salute precaria per l'impossibilità di ingerire cibi solidi. La possibilità di rimediare alla mutilazione della sua mascella sfruttando la tecnologia medica americana è stata una delle ragioni che l'hanno spinto a questa alleanza (vedi "Here Comes Santa Claus").
Assieme al proprio braccio destro Gottfried Pappenheim, Wallenstein complotta di espellere i rappresentanti dell'Impero dalla Boemia e deporre Ferdinando III d'Austria, allora anche Re di Ungheria (1625) e Boemia (1629), sfruttando la sua assenza. Nel frattempo, Len Tanner e Ellie Anderson (vedi "Lineman for the Country") accettano l'incarico di installare un sistema telefonico per la residenza di Wallenstein a Praga, la famiglia ebrea Roth si trasferisce da Grantville a Praga, acquisendo influenza nel quartiere di Josefov, il Ghetto ebraico.
I Roth accettano di appoggiare i piani di Wallenstein, fornendogli l'appoggio della comunità ebraica, in cambio dell'assicurazione da parte di quest'ultimo di impedire il proliferare di pogrom antiebraici in Europa Orientale che culminerà in Ucraina nella Ribellione di Chmel'nyc'kyj del 1648–1654.
Questa storia rappresenta l'antefatto dell'Anaconda Project, parte fondamentale della Ramificazione dell'Europa Orientale.